# La Femme traquée
Pour plus de détails, voir Fiche technique et Distribution.
La Femme traquée (I Found Stella Parish) est un film américain réalisé par Mervyn LeRoy, sorti en 1935.

## Synopsis
Alors qu'elle vient de se produire sur scène à Londres avec un immense succès à la clef, Stella Parish qui vit seule avec sa fille Gloria disparaît de la circulation avec seulement un mot à son producteur Stephan le remerciant mais lui expliquant qu'elle ne peut pas rester mais s'enfuir.
Du coup, des journalistes tentent de la retrouver.
Keith Lockridge est l'un d'eux; il arrive à la suivre jusque sur le bateau qui la mène à New York.
Bien que tentant de dissimuler son identité, Stella est démasquée par Keith qui arrive à faire ami-ami avec la petite fille.
Une fois aux États-Unis, alors qu'il devient un ami de la famille, Stella lui dévoile qui elle est vraiment. Or, le journaliste venait justement d'écrire à son rédacteur en chef ce qu'il avait découvert.
La femme lui dévoile qu'elle est Stella Parish, l'actrice en fuite et qu'elle est amoureuse de lui.
La raison de sa fuite est que par le passé elle avait été mariée à un homme alcoolique avec qui elle avait eu un enfant. Condamnée pour complicité de meurtre sa fille était née en prison.
De ce fait, l'état-civil de Gloria mentionnerait à jamais son lieu de naissance.
C'est pour éviter cela à sa fille, que Stella avait tenté de changer d'identité.
Keith essaie alors d'arrêter le processus qu'il a enclenché;mais trop tard. Déjà d'autres reporters sont à l'hôtel où l'actrice s'était réfugiée.
Elle décide alors de confier sa fille à sa nurse qui s'enfuient à Londres tandis qu'elle-même restera aux Etats-Unis pour gagner autant d'argent que possible afin que sa fille ne manque de rien.
Elle ordonne à Nana, la nurse en question, de ne pas dire à Gloria où est sa mère; elle doit disparaître de sa vie, pour son bien croit-elle.
Après quelques années, alors que le nom de Stella Parish ne fait plus vendre, elle se retrouve dans un théâtre miteux.
C'est là que Stephan, son producteur de Londres la retrouve.
Il l'invite à reprendre le rôle qu'elle avait abandonné.
Elle repart donc en Angleterre où Keith lui avoue qu'il l'aime aussi.
Alors qu'elle s'apprête à monter sur scène, tétanisée  par la peur d'échouer et des critiques, les deux amis l'invitent à lever les yeux vers l'un des balcons du théâtre.
Là, dans l'alcôve sa petite fille et Nana lui font de grands signes.
Les larmes qui ruissellent sur ses joues sont autant alors de signes de courage d'aller de l'avant, sur scène et dans la vie, que de bonheur de revoir enfin son enfant chérie.

## Fiche technique
- Titre : La Femme traquée
- Titre original : I Found Stella Parish
- Réalisation : Mervyn LeRoy
- Scénario : Casey Robinson et John Monk Saunders
- Production : Harry Joe Brown
- Musique : Heinz Roemheld
- Photographie : Sidney Hickox
- Montage : William Clemens
- Direction artistique : Robert M. Haas
- Costumes : Orry-Kelly
- Pays de production : États-Unis
- Format : Noir et blanc - 1,37:1 - Mono
- Genre : Drame, romance
- Durée : 85 minutes
- Date de sortie : 1935

## Distribution
- Kay Francis : Stella Parish / Elsa Jeffords / Tante Lumilla Evans
- Ian Hunter : Keith Lockridge
- Paul Lukas : Stephen Norman
- Sybil Jason (en) : Gloria Parish
- Jessie Ralph : Nana
- Barton MacLane : Clifton 'Cliff' Jeffords
- Eddie Acuff : Dimmy
- Joe Sawyer : Chuck
- Walter Kingsford : Reeves, le rédacteur en chef
- Harry Beresford : James

Acteurs non crédités
- Ward Bond : Soldat romain
- Elsa Buchanan : Servante de Stella
- Dell Henderson : Acteur dans la scène de prison
- Crauford Kent : Lord Chamberlain
- Wilfred Lucas : Le fonctionnaire
- Eily Malyon : L'employé de bureau
- Mary Treen : La sœur sanglotant